# 崑山駅
崑山駅（こんざんえき、中文表記: 昆山站）は、中華人民共和国江蘇省崑山市玉山鎮にある鉄道駅。
滬寧都市間鉄道の開業までは1日90本の旅客列車が停車していた。上海発無錫、南京、合肥行き等の近距離行きの和諧号が一部停車していたが、現在は停車しない。
京滬高速鉄道と滬寧都市間鉄道の崑山南駅が南に建設され、滬寧都市間鉄道が2010年7月1日に開業し、多くの高速列車が列車番号がGから始まる高速列車に転換され新線経由となったために、当駅には停車する列車は減少している。